# Střítež, Třebíč
Střítež là một làng thuộc huyện Třebíč, vùng Vysočina, Cộng hòa Séc.